# Mariana Coelho
Mariana Coelho   (Vila Real, 10 de setembre de 1857 - Curitiba, 29 de novembre de 1954) fou una educadora, assagista i poeta lusobrasilera, i una de les pioneres del feminisme a Brasil.

## Biografia
Nasqué a Sabrosa, un llogaret remot del nord de Portugal, on havia nascut Fernâo de Magalhâes (1480-1521). Era filla del farmacèutic Manoel Antônio Ribeiro Coelho i Maria do Carmo Teixeira Coelho, i germana dels escriptors Carlos Alberto Teixeira Coelho (que migrà a Brasil amb ella) i Thomaz Alberto Teixeira Coelho (capità de l'exèrcit portugués).
Emigrà al Brasil al 1892 ―als 35 anys―, i s'establí a Curitiba, que en aquest moment era una puixant ciutat de 320.000 habitants, amb una taxa d'analfabetisme superior al 65%.
El vincle amb son germà Carlos Alberto Teixeira Coelho (periodista i maçó), fou un factor decisiu en la seua ràpida entrada en la comunitat literària de Curitiba, en la seua socialització i fins i tot acceptació. Ser la germana de Teixeira Coelho li assegurà l'accés automàtic al món alfabetitzat. Escrigué en els diaris del seu germà i fins i tot es relacionà amb la maçoneria ―que era un reducte d'intel·lectuals lliurepensadors curitibans―, i això divulgà la seua escriptura.
El 1902 funda el col·legi Alberto Santos Dumont, que dirigí durant més de quinze anys ―fins a 1917―.
Al 1908 fou premiada amb la medalla d'Argent en l'Exposició Nacional, a Rio de Janeiro, pel seu llibre Paraná mental.
Més tard, a Curitiba, fou directora de l'Escola Professional Femenina «República Argentina» ―fundada el 1916, que tingué un paper fonamental en el desenvolupament de l'emancipació femenina a la zona―, en què al principi era professora de dactilografia i secretària, i al 1926 n'ocupa el càrrec de directora, fins al 1940.
Entrà en la Federació Brasilera pel Progrés Femení, i participà en els congressos feministes de 1922, 1933 i 1936.
La seua obra més important fou L'evolució del feminisme: subsidis per a la seua història.
Tenia la cadira núm. 30 de l'Acadèmia de Paraná de Poesia i la núm. 28 de l'Acadèmia Femenina de Lletres de Paraná.
En un estudi sobre el feminisme a Brasil ―especialment en l'estat de Paraná―, Zahidé Muzart caracteritzà Mariana Coelho com la «Beauvoir tupinaki», referint-se a Simone de Beauvoir (1908-1986), i a l'ètnia tupinaki (poble originari ja extingit, de la família guaraní).
Va morir soltera d'un atac cardíac a Curitiba el 29 de novembre de 1954, als 97 anys.

## Publicacions
- 1908: O Paraná mental. Curitiba: Econòmica. Reeditat per la Impremta Oficial de Paraná al 2002.
- 1933: A evolução do feminisme: subsídios per a sua história. Rio de Janeiro: Imprensa Moderna, 1933. Reeditat per la Impremta Oficial de Paraná al 2002;
- 1934: Um brado de revolta contra a morte violenta. Curitiba: Oficina Gràfica «A Croada».
- 1937: Linguagem. Curitiba: Oficina Gràfica «A Croada».
- 1939: A primavera. Curitiba: Imprensa Escolar.
- 1940: Canviants (contos e fantasias). São Paulo: Emprêsa Gràfica da «Revista dos Tribunais».
- 1956 (obra pòstuma): Palestras educativas. Curitiba: Centro de Lletras do Paraná.